# Tứ tượng
Tứ tượng (tiếng Trung: 四象; bính âm: Sì Xiàng, nghĩa đen là "bốn biểu tượng") là bốn sinh vật thần thoại đại diện cho bốn phương trong văn hóa và thần thoại Trung Hoa và các nước Đông Á, bao gồm  Thanh Long của phương Đông, Bạch Hổ của phương Tây, Chu Tước của phương Nam và Huyền Vũ của phương Bắc. Tứ Tượng còn được gọi bằng nhiều tên gọi khác như Thiên chi Tứ Linh, Tứ Thần hay Tứ Thánh.
Mỗi thần thú gắn liền với một phương và một màu sắc chính, và có thể còn đại diện cho các khía cạnh khác như các mùa trong năm, các đức tính, và các nguyên tố trong Ngũ Hành. Những thần thú này có ý nghĩa tâm linh và tôn giáo quan trọng và phổ biến ở các quốc gia trong vùng văn hóa Đông Á.

## Lịch sử
Những mô tả về bộ tứ tượng đã bắt đầu xuất hiện từ thời cổ đại và có nhiều biến thể xuất hiện xuyên suốt trong lịch sử Trung Quốc. Ví dụ, trên bản sách thẻ tre Dung Thành Chí được khôi phục vào năm 1994, có niên đại từ thời Chiến quốc (khoảng 453–221 TCN), cho rằng có năm phương hướng thay vì bốn và tương ứng với năm sinh vật. Theo tài liệu này, Đại Vũ đã trao cờ hiệu chỉ hướng cho người dân của mình, mỗi cờ hiệu có các biểu tượng tương ứng: phía bắc hình chim, phía nam có hình rắn, phía đông hình mặt trời, phía tây hình mặt trăng và trung tâm là hình gấu. Một thuyết khác cho rằng bộ thánh thú còn bao gồm cả của Kỳ Lân/ Hoàng Long / Đằng Xà / Câu Trần đại diện cho trung tâm.
Bộ tứ tượng Thanh Long, Bạch Hổ, Chu Tước, Huyền Vũ được xác định trong Kinh Lễ và được chấp nhận phổ biến. Theo đó, bốn sinh vật này là đại diện của bốn phương tương ứng Đông, Tây, Nam, Bắc.
Theo học giả Trần Cửu Kim, tứ tượng thực chất có nguồn gốc các vật tổ trong tín ngưỡng của các dân tộc tại bốn phương. Rồng (Thanh Long) là vật tổ của người Đông Di ở phía Đông, rắn rùa (Huyền Vũ) là vật tổ của người Hoa Hạ ở phía Bắc, hổ (Bạch Hổ) là vật tổ của người Tây Khương ở Phía Tây, chim (Chu Tước) là vật tổ của người Thiếu Hạo ở phía Nam.
Màu sắc ứng với tứ tượng được cho là phù hợp với màu đất ở các khu vực tương ứng của Trung Quốc: đất ngập nước màu xám xanh ở phía đông, đất giàu sắt đỏ ở phía nam, đất mặn màu trắng ở các sa mạc phía tây, đất đen giàu chất hữu cơ ở phía bắc, và đất vàng từ cao nguyên hoàng thổ trung tâm.
Cùng với sự phát triển của Đạo giáo sau này, Tứ Tượng được nhân hóa và đặt tên gọi như con người, Thanh Long có tên là Mạnh Chương (孟章), Chu Tước có tên là Lăng Quang (陵光), Bạch Hổ có tên là Giám Binh (監兵), và Huyền Vũ có tên là Chấp Minh (執明).

## Trong văn hóa Trung Hoa

### Kinh Dịch
Trong Kinh Dịch, Tứ Tượng có liên quan chặt chẽ với thuyết Âm Dương, tương ứng với Thiếu Dương, Thiếu Âm, Thái Dương và Thái Âm.
| 無極生有極、 有極是太極， 太極生兩儀， 即陰陽； 兩儀生四象： 即少陰、太陰、 少陽、太陽； 四象演八卦， 八八六十四卦。 | Vô Cực sinh Hữu Cực, Hữu Cực thị Thái Cực, Thái Cực sinh Lưỡng Nghi, Tức Âm Dương; Lưỡng Nghi sinh Tứ tượng: Tức Thiếu Âm, Thái Âm, Thiếu Dương, Thái Dương; Tứ Tượng sinh Bát Quái, Bát Bát Lục Thập Tứ Quái. |

### Ngũ hành

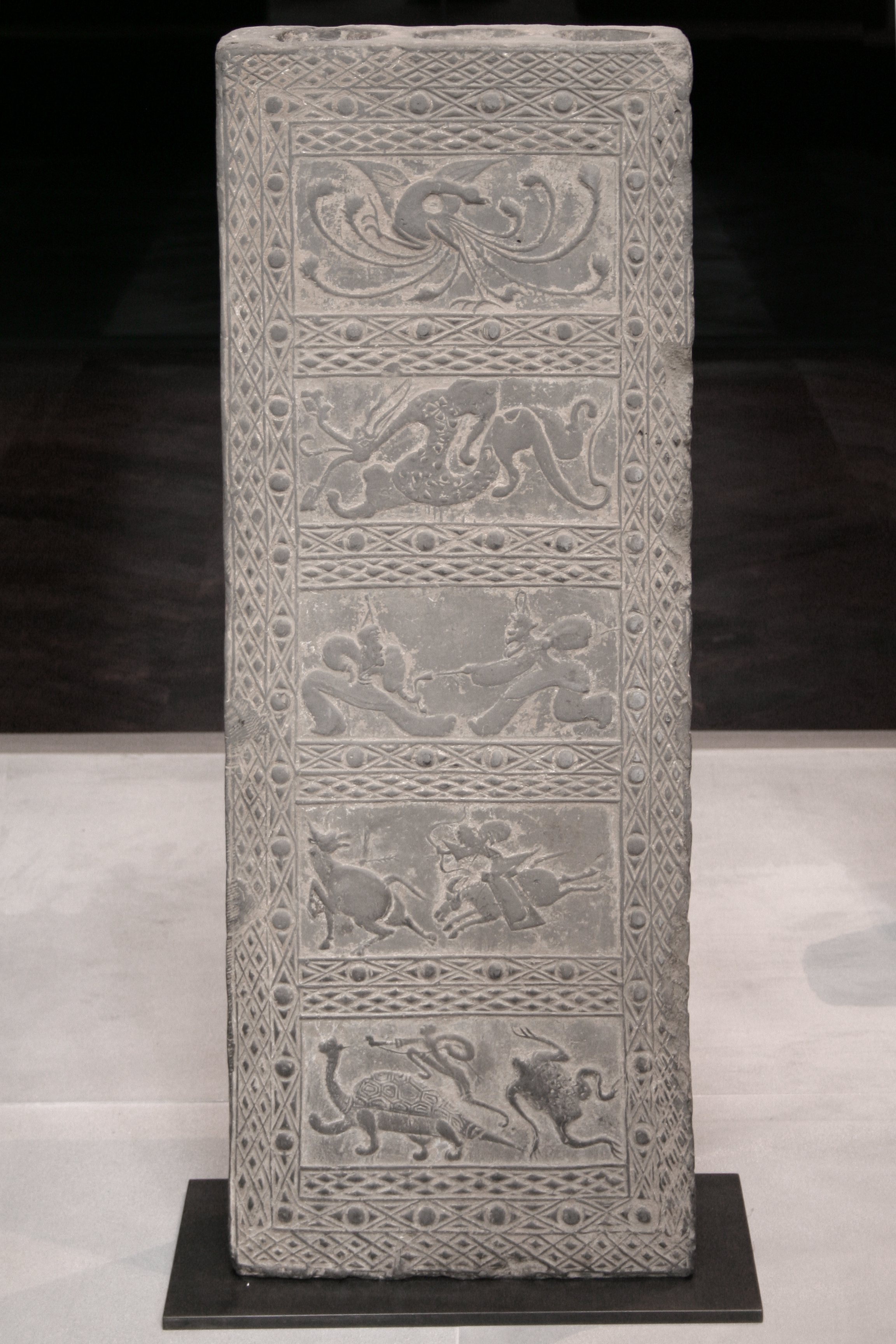
Một viên gạch gốm thời Hán thể hiện hình ảnh tượng trưng cho năm phương hướng chính

Năm thần thú tương ứng với năm nguyên tố trong thuyết Ngũ Hành. Thanh Long của phương Đông ứng với Mộc, Chu Tước của phương Nam ứng với Hỏa, Bạch Hổ của phương Tây ứng với Kim và Huyền Vũ của phương Bắc ứng với Thủy. Trong thuyết này, nguyên tố thứ năm Thổ ứng với Hoàng Long ở chính giữa.
| Ngũ linh   | Ngũ phương | Ngũ quý | Thời gian trong ngày | Ngũ sắc | Ngũ hành | Tứ tượng    | Quẻ bát Quái | Năm vị thần |
| ---------- | ---------- | ------- | -------------------- | ------- | -------- | ----------- | ------------ | ----------- |
| Thanh Long | Đông       | Xuân    | Bình minh            | Xanh    | Mộc      | Thiếu Dương | ⚎            |             |
| Chu Tước   | Nam        | Hạ      | Giữa Trưa            | Đỏ      | Hỏa      | Thái Dương  | ⚌            |             |
| Bạch Hổ    | Tây        | Thu     | Hoàng hôn            | Trắng   | Kim      | Thiếu Âm    | ⚍            |             |
| Huyền Vũ   | Bắc        | Đông    | Nửa đêm              | Đen     | Thủy     | Thái Âm     | ⚏            |             |
| Hoàng Long | Trung Tâm  | Giữa Hè |                      | Vàng    | Thổ      |             |              |             |

### Ứng với các mùa trong năm
Mỗi thần thú đại diện cho một mùa trong năm và một giờ trong ngày. Thanh Long ứng với mùa xuân và giờ Mão (Bình minh), Chu Tước tượng trưng cho mùa hè và giờ Ngọ (giữa trưa), Bạch Hổ ứng với mùa thu và giờ Dậu (chiều tối), Huyền Vũ ứng với mùa đông và giờ Tý (nửa đêm).

### Thiên văn học
Trong thiên văn học Trung Quốc, Thanh Long, Bạch Hổ, Chu Tước, Huyền Vũ lần lượt đại diện cho bốn phương Đông, Tây, Nam, Bắc. Trong Nhị thập bát tú, Tứ Tượng tương ứng với bốn cung để phân chia các vì sao. Mỗi cung Thanh Long, Bạch Hổ, Huyền Vũ và Chu Tước được hợp từ bảy chòm sao.
- Đông: Thanh Long, bao gồm: Giác (Cá sấu), Cang (rồng), Đê (cu li), Phòng (thỏ), Tâm (cáo), Vĩ (cọp) và Cơ (báo)
- Tây: Bạch Hổ, bao gồm: Khuê (sói), Lâu (chó), Vị (trĩ), Mão (gà), Tất (quạ), Chủy (khỉ) và Sâm (vượn)
- Nam: Chu Tước, bao gồm: Tỉnh (bò), Quỷ (dê), Liễu (hoẵng), Tinh (ngựa), Trương (nai), Dực (rắn) và Chẩn (giun)
- Bắc: Huyền Vũ bao gồm: Đẩu (cua), Ngưu (trâu), Nữ (dơi), Hư (chuột), Nguy (én), Thất (heo) và Bích (nhím)

Theo truyền thống Trung Hoa, phương hướng được xác định theo cơ sở đặt phía Nam ở trên, khác với quan điểm hiện đại là đặt phía Bắc ở trên, vì vậy, khi mô tả vị trị tứ tượng cũng có thể nói Thanh Long ở bên trái (phía Đông), Bạch Hổ ở bên phải (phía Tây), Chu Tước ở phía trước (phía Nam), và Huyền Vũ ở phía sau (phía Bắc), và ứng với Ngũ Hành của mỗi hướng: Đông - Mộc, Tây - Kim, Bắc - Thủy, Nam - Hỏa và Trung - Thổ.

Thanh (Thương) Long
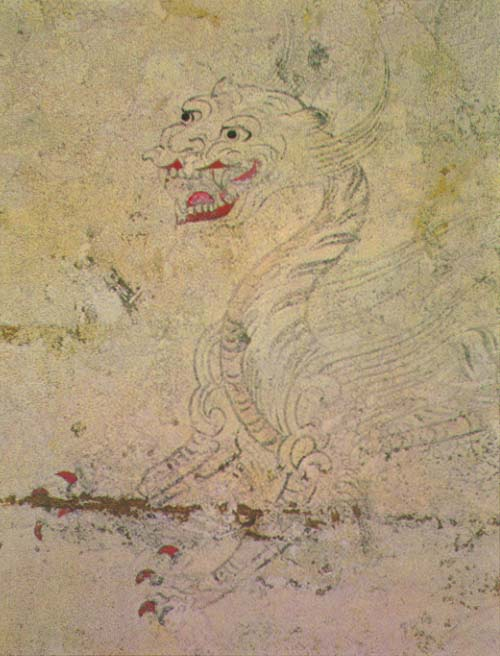
Bạch Hổ
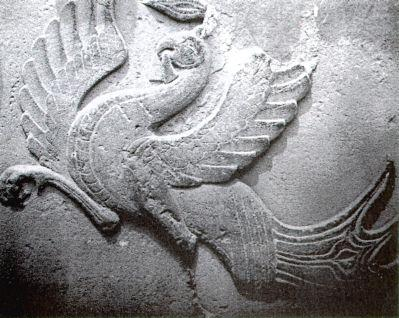
Chu Tước
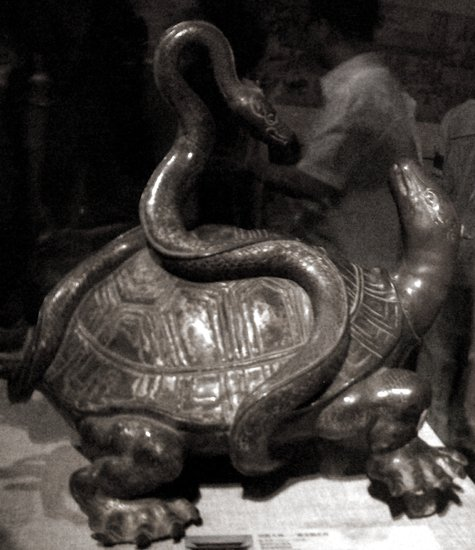
Huyền Vũ

## Trong văn hóa đại chúng
Tứ phương thần thú là những hình tượng quen thuộc thường xuất hiện trong văn hóa đại chúng như phim hoạt hình, truyện tranh Nhật Bản và trò chơi điện tử.